# Festival Internacional Santiago a Mil
El Festival Internacional Teatro a Mil (antes llamado Festival Santiago a Mil) es un festival de artes escénicas, plásticas y gráficas que se realiza en Chile cada año durante el mes de enero, siendo principalmente su capital, Santiago de Chile la ciudad que aloja los eventos principales, existiendo igual instancias de eventos en otras ciudades del país.  Organizado por la Fundación Teatro a Mil, desde su creación en 1994 -con el nombre de Teatro a Mil- hasta su edición XXVII en enero de 2020, el festival ha presentado 1.677 espectáculos de 48 países provenientes de los cinco continentes, los cuales han congregado a cerca de 11 millones de espectadores.

## Historia

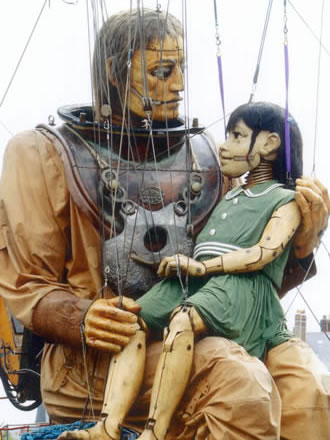
La pequeña gigante y su tío escafandra celebrando el bicentenario del país.

A principios de los años 1990 las artes en Chile vivían un proceso de reformulación tras el silenciamiento cultural que había impuesto la dictadura cívico-militar encabezada por Augusto Pinochet. Motivados por crear un nuevo espacio para las artes escénicas y dar vida al teatro durante enero como un nuevo panorama veraniego, un grupo de personas encabezadas por las productoras de teatro Carmen Romero Quero y Evelyn Campbell, con la participación de Francisco Reyes y la colaboración de Alfredo Castro (Teatro La Memoria), Juan Carlos Zagal (ex La Troppa) y Mauricio Celedón (Teatro del Silencio) emprenden en 1994 la primera edición del Festival Teatro a Mil, que se realizó en el recién recuperado Centro Cultural Estación Mapocho. La programación estuvo conformada por obras de las compañías Teatro La Memoria, Teatro del Silencio y La Troppa.
El crecimiento, impacto y oportunidades de consolidación del Festival impulsó la creación de Fundación Teatro a Mi el 5 de enero de 2004, institución sin fines de lucro que nace con el propósito de recuperar el espacio público para los ciudadanos, mejorar el acceso a la cultura y fortalecer las artes escénicas chilenas.
En 2006, para evitar confusiones entre el festival y la fundación organizadora, y ampliar su vinculación a las artes escénicas en general, el primero cambió su nombre Teatro a Mil por Festival Internacional Santiago a Mil. La programación es una confluencia de teatro, danza, música, performance, circo, artes visuales y espectáculos multidisciplinares.
Una gran cantidad de destacados artistas internacionales han pasado por la programación de Santiago a Mil: Pina Bausch, Ariane Mnouchkine, Sasha Waltz, Royal de Luxe, Robert Wilson, Peter Brook, Christoph Marthaler, Jan Fabre, Krystian Lupa, Ivo van Hove, Romeo Castellucci, Lemi Ponifasio, Robert Lepage, Peter Greenaway, Declan Donnellan, Thomas Ostermeier, Brett Bailey, Needcompany, The Wooster Group, Eva Yerbabuena y Goran Bregovic entre muchos otros, han sido parte del festival.

## Organización

Carmen Romero Quero, actual directora ejecutiva del festival.

El Festival Internacional Santiago a Mil es presentado y organizado por Fundación Teatro a Mil, institución sin fines de lucro fundada en 2004 con la misión de «que el arte contemporáneo y las artes escénicas de excelencia sean fundamentales en la vida del país y de todos sus ciudadanos».
Carmen Romero Quero es la Directora Ejecutiva de la Fundación y directora artística del Festival.

### Curatoría
El área de Programación de Fundación Teatro a Mil, liderada por la Directora Ejecutiva de la institución, Carmen Romero, se encarga de la selección de espectáculos de diversas disciplinas para componer la parrilla programática del Festival Internacional Santiago a Mil.
- Programación internacional. Durante todo el año se despliega una activa búsqueda de espectáculos por parte de la propia directora, miembros del equipo directivo de la fundación, y asesores internacionales en Estados Unidos, Europa y Asia. Los espectáculos seleccionados deben cumplir con la línea programática del festival y haber sido revisados en vivo por algún miembro del equipo curatorial de la fundación.

- Programación nacional. Está integrada por las coproducciones de Fundación Teatro a Mil, y por una selección de teatro nacional que, desde 2005, la realizan jurados autónomos que cambian cada año. De esta forma, el proceso se realiza de manera externa al área de Programación. En Santiago se conforman jurados de teatro y de danza, y en Antofagasta, Valparaíso y Concepción se constituyen jurados de teatro. Estos jurados, que hasta la edición 2018 suman 196 personas, están compuestos por personas de diversas profesiones, con diferentes miradas y amantes del teatro, que son llamados a elegir espectáculos de excelencia, contemporáneos y con dramaturgia nacional de preferencia. Al analizar las obras, deben preguntarse por qué es importante que determinada obra esté en el festival, de qué está hablando el teatro chileno hoy, y cuáles son las proyecciones de la obra y su relación con el público. Desde 2014 las compañías deben postular para a través de la página web de la fundación para ser vistas por los jurados en los plazos definidos cada año.

Complementando lo anterior, Fundación Teatro a Mil encarga proyectos específicos a compañías teatrales nacionales e internacionales de alta calidad artística para ser presentados en el festival.

## Financiamiento
El Festival se sustenta en un modelo de gestión único en Chile, basado en dos pilares fundamentales: el trabajo de cooperación en red y un sistema de financiamiento mixto, que es el resultado de la colaboración de instituciones públicas (nacional, regional y local), empresas privadas, organismos internacionales, embajadas, salas de teatro, artistas, públicos, medios de comunicación y proveedores.
La recaudación obtenida de las entradas vendidas para el Festival Internacional Santiago a Mil equivale a alrededor de un 5% de los costos totales del festival, por lo que resulta imperativo el financiamiento mediante acuerdos con organismos públicos y privados.

### Cooperación en red

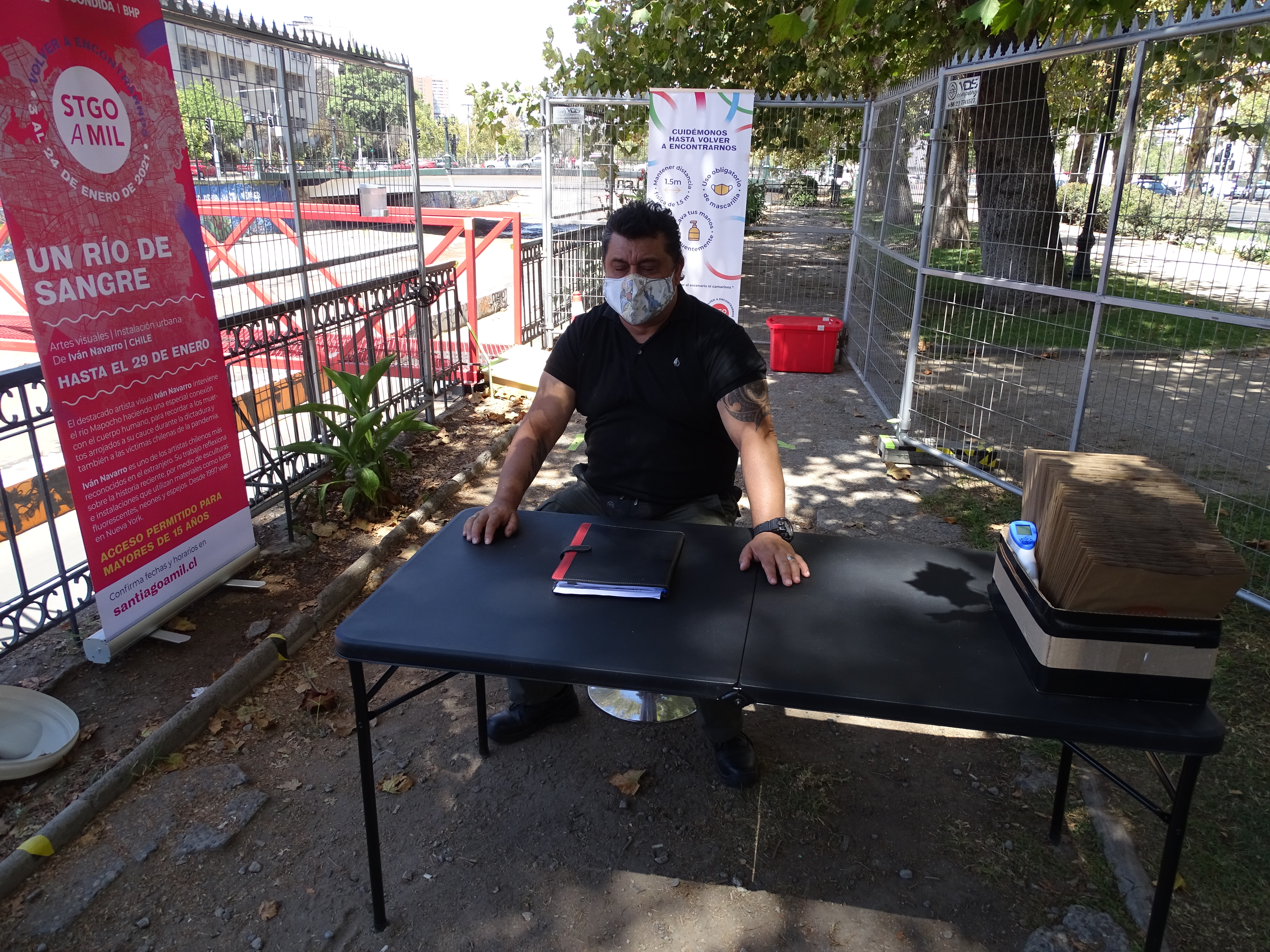
Personal de control de ingreso a la instalación de la obra "Un río de Sangre" de Iván Navarro en la versión de 2021.

- Salas y centros culturales. Al no tener sala propia, el Festival trabaja estrechamente con otros espacios para programar espectáculos en todo Chile. En el circuito de salas tradicionales, Fundación Teatro a Mil acuerda con estos espacios la distribución de la taquilla y asume los costos de fichas técnicas complementarias y el pago de los artistas y compañías nacionales e internacionales que programa. En los centros culturales de comunas, el municipio y/o la corporación cultural correspondiente, facilitan el espacio para que el Festival programe espectáculos gratuitos para el público y el pago a los artistas es también responsabilidad de la Fundación.
- Proveedores. Gracias a la gestión de los equipos de Fundación Teatro a Mil, el festival cuenta con proveedores de alta calidad que ofrecen tarifas preferenciales para posibilitar la realización de los espectáculos.
- Medios de comunicación. Las alianzas con los medios de comunicación permiten obtener pauta publicitaria mediante un sistema de canje que otorga beneficios al medio, como las condiciones preferenciales de cobertura para sus equipos periodísticos. Los medios de comunicación en diferentes plataformas son fundamentales para llegar a públicos masivos y específicos.

### Financiamiento mixto público-privado
- Consejo Nacional de la Cultura y las Artes. La fundación cuenta con una subvención anual mediante la Ley de Presupuesto de la Nación para todos sus proyectos y líneas de trabajo, que incluye el Festival Internacional Santiago a Mil.
- Presidencia de la República. La subvención presidencial permite llegar a comunas y regiones con programación nacional e internacional gratuita de excelencia, contribuyendo a descentralizar el acceso a la cultura en Chile.
- Municipios. Para cada festival se trabaja con municipios de todas las regiones de Chile para hacer posible económicamente la llegada de las compañías a esas localidades.
- Gobiernos y agencias de cooperación internacionales. Muchas de las compañías extranjeras llegan a Chile gracias a que el festival gestiona la ayuda económica de sus gobiernos o con las agencias de cooperación internacional de sus países.
- Grandes auspiciadores. Existen varias empresas privadas que creen en el proyecto de la fundación y apoyan económicamente al Festival Internacional Santiago a Mil. Sus aportes están principalmente acogidos a la Ley de Donaciones Culturales,[8] que permite que las empresas donen recursos para proyectos culturales a cambio de una rebaja de hasta el 50% en el pago de sus impuestos. Ajustándose a dicha ley, BHP/ Minera Escondida desde 1997 apoya al Festival Internacional Santiago a Mil, y actualmente representa el mayor apoyo financiero para el festival. A través de este aporte es posible la realización de Iquique a Mil y Antofagasta a Mil que cuentan todos los años con una programación nacional e internacional, gratuita y de excelencia.
- Medianos auspiciadores. Grandes y medianas empresas privadas comprometidos con el desarrollo de la cultura en Chile apoyan al festival mediante donaciones y/o alianzas que permiten desarrollar nuevos instrumentos de relación con el público y potenciar la programación en general.
- Canje publicitario. Fundación Teatro a Mil no paga publicidad para difundir sus proyectos, sino que genera acuerdos de canje con diferentes contrapartes para promover los espectáculos que son parte del Festival Internacional Santiago a Mil.

Todos los recursos públicos que administra Fundación Teatro a Mil son auditados por la Contraloría General de la República y rendidos a las correspondientes contrapartes en informes, tanto en lo relativo al gasto, como a los resultados cualitativos y cuantitativos de cada uno de los proyectos.

## Características

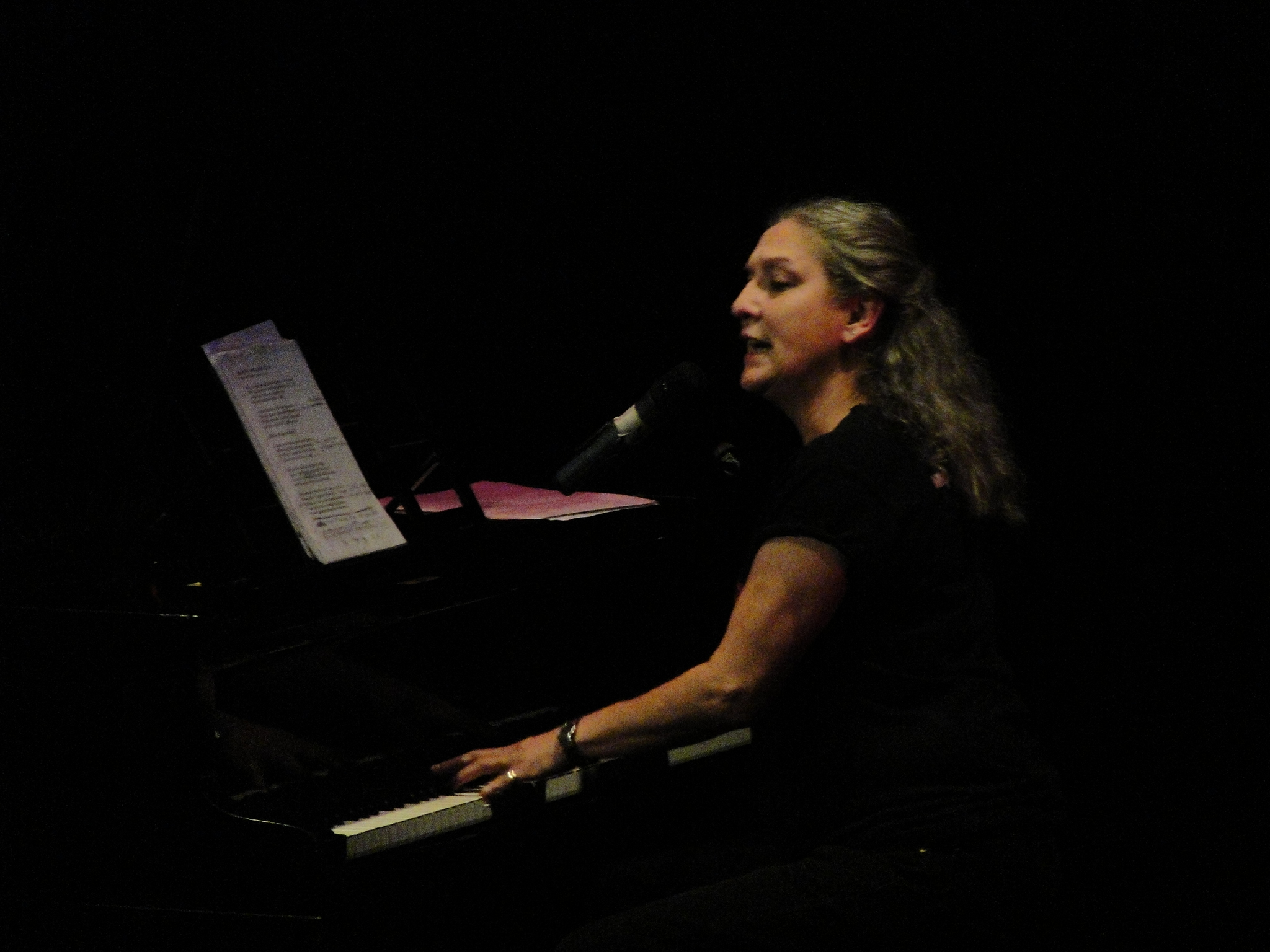
Compositora argentina Liliana Felipe en concierto durante el festival de 2010.

- Masividad. La programación se despliega en diferentes teatros y espacios culturales, además de estar presente de forma gratuita en calles, plazas y espacios de las diversas comunas de Santiago y regiones del país. Esta última se caracteriza por presentar espectáculos familiares y transversales, de gran y pequeño formato, que generan espacios de convivencia y encuentro ciudadano.
- Vanguardia y contemporaneidad. La programación está orientada a dar cabida a nuevos lenguajes y puestas en escena innovadoras que corren riesgos e interpelan con temáticas actuales a la sociedad.
- Acceso. El Festival presenta una amplia programación gratuita en diversas comunas de Chile, que corresponde al 50% de la programación y es una medida concreta de contribuir a la democratización en el acceso a bienes y servicios culturales. Además, ofrece innovadoras vías para ampliar el acceso a la programación pagada mediante abonos, preventas con altos descuentos, precios especiales para adultos mayores, jóvenes, artistas y clientes de empresas asociadas.
- Interdisciplinariedad. La programación recorre todas las artes escénicas (teatro, danza, música, circo, performance) y se extiende a otras disciplinas (instalación, fotografía, cómic, recorridos urbanos).
- Educación y comunidad. Además de fomentar el encuentro ciudadano, el festival abre espacios de diálogo y reflexión a través de una serie de actividades de formación para artistas y públicos desarrollados por LAB Escénico5.
- Ventana al mundo. Al programar espectáculos de los cinco continentes, con sus diversos lenguajes e imaginarios, el festival acerca el arte y las costumbres del mundo al público local. Además, en sentido inverso, es una plataforma para que Chile y Latinoamérica se muestren al mundo mediante PLATEA,[9] actividad que convoca en promedio a 150 programadores de los festivales y espacios más importantes del mundo generando oportunidades de negocios y circulación para artistas y compañías chilenas y algunas latinoamericanas.
- Experiencia irrepetible. El festival conecta con las emociones del público a través de la experiencia del rito teatral y del alto contenido que entregan las artes escénicas. Marca la biografía de las personas, abre nuevas ventanas al desarrollo humano y queda como registro en la memoria colectiva.

## Actividades en paralelo

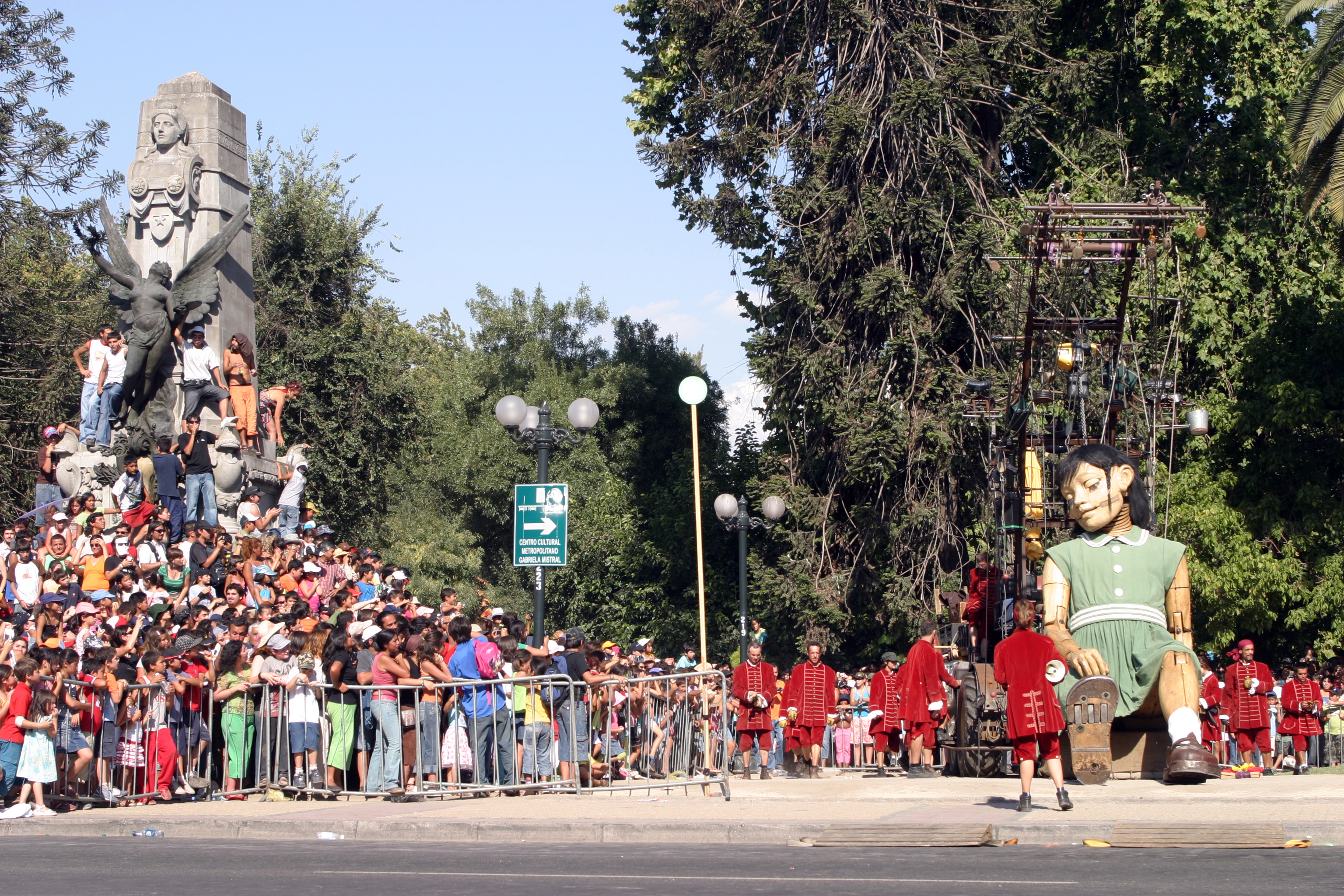
Visita de la pequeña gigante al marco de festival de Santiago a Mil

### LAB Escénico
Cada año, el equipo de Educación y Comunidad de Fundación Teatro a Mil organiza las actividades que conforman el LAB Escénico del Festival Internacional Santiago a Mil. La finalidad es ofrecer un programa formativo de actividades gratuitas en torno a la programación de cada edición del festival. Estas actividades de formación, reflexión y encuentro son lideradas por artistas internacionales y chilenos, contribuyendo a la formación y profundización en las artes escénicas del público y de los artistas locales.

### Platea
Antes conocida como “Semana de Programadores”, este encuentro se ha transformado en la principal plataforma para la promoción de las artes escénicas contemporáneas de Latinoamérica y, particularmente, de Chile, entendiéndola como parte esencial para el diálogo global de las artes.
En 2014, la Dirección de Asuntos Internacionales de Fundación Teatro a Mil creó el concepto de Plate y comenzó a potenciar la imagen corporativa de esta plataforma compleja y de gran envergadura que se realiza en cada versión del Festival Internacional Santiago a Mil.
Este espacio de interrelación que propicia la creación de vínculos entre programadores y artistas, tiene como resultados concretos la realización de giras nacionales e internacionales y la firma de acuerdos de colaboración entre organismos del mundo dedicados a la promoción y la circulación de las artes escénicas.
En 2016, Platea recibió el apoyo de la Corporación de Fomento de la Producción, CORFO, para la realización de un nodo orientado a profesionalizar el trabajo y la proyección de las compañías nacionales para la circulación internacional; así mismo, complementó esto con la colaboración de ProChile para la participación de programadores internacionales en la versión 2017.

### Extensiones regionales
Desde 2001, el Festival Internacional Santiago a Mil realiza extensiones de su programación en localidades de todo el país con el fin de descentralizar el acceso a la cultura. Desde entonces ya se han realizado extensiones en las regiones de Arica y Parinacota, Tarapacá, Antofagasta, Coquimbo, Valparaíso, Libertador Bernardo O’Higgins, Bío-Bío, Los Ríos y Los Lagos. Un hito al respecto fue la llegada del festival a Rapa Nui en 2017.
Para crear un vínculo en el sentido inverso, en 2013 el festival incorporó por primera vez una Selección de Teatro Regional definida por jurados autónomos en las ciudades de Antofagasta, Valparaíso y Concepción. Las obras elegidas se presentan desde entonces en sus regiones de origen y también en Santiago.

## Ediciones
| Festival       | Fecha                            | Participantes | Actividades                                                                                 | Espectadores |
| -------------- | -------------------------------- | --- | ------------------------------------------------------------------------------------------- | ------------ |
| I versión      | verano de 1994                   | Chile | 5 obras teatrales nacionales                                                                | +10000       |
| II versión     | 6 de enero-28 de febrero de 1995 | Chile | 10 obras de teatro nacionales                                                               | -            |
| III versión    | 3-28 de enero de 1996            | 3 países Chile · Argentina · Brasil | 11 obras de teatro                                                                          | +10000       |
| IV versión     | 1997                             | 7 países Chile · Argentina · Brasil · Uruguay · Paraguay · Ecuador · Perú | 22 obras (teatro y danza)                                                                   | +15800       |
| V versión      | 2 de enero-1 de febrero de 1998  | 3 países Chile · Ecuador · Perú | 15 obras de teatro y danza nacionales e internacionales                                     | +21000       |
| VI versión     | 2-31 de enero de 1999            | 6 países Chile · Argentina · Bolivia · Australia · Perú · Uruguay | 25 obras nacionales y 5 internaciones: - Teatro - Teatro callejero - Danza                  | +20000       |
| VII versión    | 6-30 de enero de 2000            | 4 países Chile · Argentina · Brasil · México | 44 obras nacionales y 4 internacionales Conferencias magistrales                            | +25000       |
| VIII versión   | 4-28 de enero de 2001            | 12 países Chile · Francia · Eslovenia · Bolivia · Alemania · Uruguay · Brasil · Cuba · España · Estados Unidos · Venezuela · Colombia | 61 obras nacionales y 15 internacionales                                                    | +60000       |
| IX versión     | 4-27 de enero de 2002            | 6 países Chile · Argentina · Bolivia · Brasil · Estados Unidos · Cuba | 18 obras nacionales e internaciones                                                         | +80000       |
| X versión      | 3 de enero-2 de febrero de 2003  | 8 países Chile · Alemania · México · Costa de Marfil · Argentina · Japón · Brasil · Francia | 120 montajes nacionales y 10 montajes internacionales danza, teatro, teatro callejero       | +90000       |
| XI versión     | 3 de enero-1 de febrero de 2004  | 5 países Chile · Argentina · Japón · Uruguay · Francia | 54 obras nacionales y 11 internacionales                                                    | +100000      |
| XII versión    | 3-23 de enero del 2005           | 14 países Chile · Canadá · Estados Unidos · Alemania · Bélgica · Japón · Brasil · Francia · España · Argentina · Puerto Rico · Venezuela · Panamá · Perú | 43 obras nacionales y 16 internacionales: Teatro, danza, música, teatro callejero           | +130000      |
| XIII versión   | 2-22 de enero de 2006            | 9 países Chile · España · Francia · Bolivia · Estados Unidos · Japón · Argentina · Perú · Bélgica | 30 obras nacionales y 14 internacionales                                                    | -            |
| XIV versión    | 4-28 de enero de 2007            | 6 países Chile · Inglaterra · Francia · Alemania · Japón · España | 31 espectáculos nacionales y 14 internacionales                                             | +1000000     |
| XV versión     | 3-27 de enero de 2008            | 15 países Chile · Italia · Croacia · Polonia · Serbia · Rusia · Letonia · Eslovenia · España · Francia · Alemania · Israel · Bolivia · Brasil · Argentina | 17 obras nacionales y 19 internacionales                                                    | +700000      |
| XVI versión    | 3-25 de enero de 2009            | 13 países Chile · Alemania · Argentina · China · Corea del Sur · Bélgica · Francia · Italia · Bélgica · Lituania · Alemania · España · Mali | 45 espectáculos nacionales y 18 internacionales                                             | +600000      |
| XVII versión   | 3-31 de enero de 2010            | 8 países Chile · México · Argentina · Colombia · España · México · Estados Unidos · Francia | 28 obras nacionales y 15 internacionales                                                    | +3700000     |
| XVIII versión  | 3-30 de enero de 2011            | 22 países Chile · Austria · Bélgica · Bulgaria · Eslovenia · Lituania · Polonia · Rusia · Serbia · Argentina · Brasil · México · Perú · Uruguay · Estados Unidos · Italia · Colombia · Canadá · Australia · China · Francia · España                                                                   | 37 espectáculos nacionales y 41 internacionales                                             | +800000      |
| XIX versión    | 3-22 de enero de 2012            | 16 países Chile · Francia · Bélgica · Suiza · Canadá · Argentina · Bolivia · Brasil · Perú · Suecia · Israel · Alemania · España · Italia · Reino Unido · China | 40 espectáculos nacionales y 27 internacionales                                             | +480000      |
| XX versión     | 3-20 de enero de 2013            | 23 países Chile · Francia · Rusia · Reino Unido · Italia · Bélgica · España · Canadá · Estados Unidos · México · Brasil · Argentina · Perú · Nueva Zelanda · Alemania · China · Polonia · Australia · Colombia · Portugal · México                                                                     | 34 espectáculos nacionales y 37 internacionales (obras de teatro, conciertos, exposiciones) | +600000      |
| XXI versión    | 3-19 de enero de 2014            | 18 países Chile · Argentina · Bolivia · Perú · Uruguay · Suiza · Francia · Países Bajos · Bélgica · Alemania · Rusia · España · Chile · Brasil · Estados Unidos · Italia · Suecia · Malasia | 35 obras nacionales y 32 internacionales                                                    | +480000      |
| XXII versión   | 3-18 de enero de 2015            | 27 países Chile · Alemania · Argentina · Bélgica · Bolivia · China · Corea del Sur · Grecia · India · Italia · Letonia · México · Perú · Portugal · Uruguay · España · Francia · Israel · Nueva Zelanda · Suecia · Australia · Reino Unido · Sudáfrica · Alemania · Brasil · Perú · Irán               | 26 espectáculos nacionales y 47 internacionales                                             | ~600000      |
| XXIII versión  | 3-24 de enero de 2016            | 18 países Chile · Argentina · Corea del Sur · España · Estados Unidos · Italia · Perú · Uruguay · Austria · Francia · Portugal · Reino Unido · Polonia · Grecia · Bolivia · China · Colombia · Japón                                                                                                   | 35 espectáculos nacionales y 32 internacionales                                             | +500000      |
| XXIV versión   | 3-22 de enero de 2017            | 26 países Chile · Estados Unidos · Argentina · Perú · México · Líbano · Alemania · Hungría · Colombia · Canadá · México · Bolivia · Uruguay · Italia · Francia · Senegal · España · República Democrática del Congo · Reino Unido · Bélgica · Palestina · Siria · Cuba · China · Nueva Zelanda · Haití | 44 obras nacionales y 37 a internacionales                                                  | +350000      |
| XXV versión    | 3-21 de enero de 2018            | 23 países Chile · Estados Unidos · Polonia · Suiza · Países Bajos · Australia · Italia · Brasil · Alemania · Argentina · México · Bolivia · Uruguay · Singapur · Estonia · Francia · India · Cuba · Canadá · China · Reino Unido · Austria · España                                                    | 47 obras nacionales y 37 internacionales                                                    | +378000      |
| XXVI versión   | 3-20 de enero de 2019            | 23 países Chile · Estados Unidos · Polonia · Suiza · Australia · Italia · Brasil · Alemania · Argentina · México · Bolivia · Uruguay · Hungría · Bélgica · Francia · Perú · Cuba · China · Corea del Sur · España · Colombia · Irán · Ruanda · Siria · Sudáfrica · India · Austria                     | 57 obras nacionales y 38 internacionales                                                    | +300000      |
| XXVII versión  | 3-26 de enero de 2020            | - | -                                                                                           | +200000      |
| XXVIII versión | 3-24 de enero de 2021            | 24 países participantes | 105 espectáculos de calle y sala (68 nacionales, 37 internacionales)                        | +200000      |
| XXIX versión   | 3-23 de enero de 2022            | 16 países participantes |                                                                                             |              |
| XXX versión    | 3-22 de enero de 2023            | |                                                                                             |              |
| XXXI versión   | 3-28 de enero de 2024            | |                                                                                             |              |
| XXXII versión  | enero de 2025                    | |                                                                                             |              |

## Premios

### Premio a la Trayectoria Artística
La siguiente es una lista de quienes han recibido la distinción:
- 2010: Delfina Guzmán.
- 2014: Ramón Griffero.
- 2015: Pedro Lemebel.[14]
- 2016: Verónica García-Huidobro.[15]
- 2017: Juan Radrigán.[16]
- 2018: Alfredo Castro.[17]
- 2019: Andrés Pérez.
- 2020: Gustavo Meza y Elsa Poblete.
- 2021: Ángel Lattus y Teresa Ramos.
- 2022: Jaime Vadell.[18]
- 2023: Luz Jiménez.